# 庶妃嘉穆瑚覺羅氏
庶妃嘉穆瑚覺羅氏（しょひかぼくこかくらし）は、明朝後期のギャムフ地方イルゲン・ギョロ氏女直。清太祖ヌルハチ庶妃 (妾媵) の一。

## 略歴
『愛新覺羅宗譜・星源集慶』に拠れば父は貝渾巴晏で、『八旗滿洲氏族通譜』巻12「嘉木湖giyamuhū地方伊爾根覺羅irgen gioro氏」の貝渾巴顏boigon bayanとは同一人物とされる。父はヌルハチ (後の清太祖) に叛きハダに接近しようとした為、明萬曆21年1593までにエイドゥ (後の開国五大臣の一) の征討を受け、父子ともども五人が殺害されたとされる。
本名については、明末の『東夷考略』が「眞奇zhēnqí」とするのに対し、民国初の『清宗室四譜』は「眞哥zhēn'gē」としている。ヌルハチとの間に二子三女をもうけた。

## 子女
＊断りなき限り、日附は旧暦、年齢は虚歳。
|          | 名     | 出生                       | 死歿                      | 享年 | 備考                               |
| -------- | ------ | -------------------------- | ------------------------- | ---- | ---------------------------------- |
| 皇九子   | 巴布泰 | 明萬曆20年159211月10日卯時 | 清順治12年16551月22日巳時 | 64   | 鎭國恪僖公。                       |
| 皇四女   | ムクシ | 明萬曆23年1595             | 清順治16年16595月         | 65   | 夫：ブジャンタイ→エイドゥ→圖爾格。 |
| 皇十一子 | 巴布海 | 明萬曆24年159611月28日酉時 | 清崇德8年16438月23日      | 48   | 鎭國將軍 (剥奪)。刑死。            |
| 皇五女   | 名不詳 | 明萬曆25年1597             | 明萬曆41年16134月         | 17   | 夫：黨奇 (エイドゥ二子)。          |
| 皇六女   | 名不詳 | 明萬曆28年1600             | 清順治3年16469月          | 47   | 夫：イェヘ･ナラ氏蘇鼐。            |

## 脚註

### 典拠
1. ↑  “嘉木湖giyamuhū地方伊爾根覺羅氏 (貝渾巴顏boigon bayan)”. 八旗滿洲氏族通譜. 12. "正白旗人。世居嘉木湖地方。國初來歸。"
2. ↑  一、「同じハラの兄弟」とギョロ=ハラの構成. “ギョロ＝ハラ Gioro hala 再考 - 特に外婚規制をてがかりに”. 立命館文學 (619):  92-96.
3. 1 2  “額亦都列傳”. 滿州名臣傳. 1下. p. 5. "嘉穆瑚之貝揮巴顏謀叛附哈達命討之誅其父子五人以循癸巳年九月……"
4. 1 2  “將帥1 (額亦都)”. 國朝耆獻類徵初編. 261. pp. 13-15. "家穆瑚之貝勒揮巴顏謀叛附哈達命討之誅其父子五人以還癸巳年九月……"
5. ↑  “建州女直攷”. 東夷考畧. 燕京大學圖書館藏. "奴酋遵諭以第七子巴卜海入撫順關願留質廣寧或京師譯巴卜海乃奴酋親子妾眞奇生親巴卜太弟也"
6. ↑  “后妃 (太祖高皇帝・嘉穆瑚覺羅氏)”. 清宗室四譜. 2. p. 4
7. ↑  “皇子 (太祖高皇帝・皇九子鎭國恪僖公巴布泰)”. 清宗室四譜. 3. p. 5
8. 1 2 3  “皇女 (太祖高皇帝・皇四女革和碩公主名穆庫什/皇五女/皇六女)”. 清宗室四譜. 4. p. 3
9. ↑  “皇子 (太祖高皇帝・皇十一子原封鎭國將軍巴布海)”. 清宗室四譜. 3. p. 6

### 註釈
1. ↑  一部資料 (脚註参照) は「貝勒(beile)渾巴顏」としているが、『八旗滿洲氏族通譜』(満洲語) が「貝渾boigon」としているため、「貝勒」はここでは採用しない。
2. ↑  维基百科「庶妃嘉穆瑚觉罗氏」は「……命額亦都……前去討伐父子五人，並且懸首示眾以示儆戒。」とし、典拠として『清史稿』巻225 (列傳12・額亦都) を挙げているが、同文献には「……命額亦都討之，誅其父子五人以徇。」とあり、晒し首にしたとは書かれていない。『滿洲名臣傳』や『國朝耆獻類徵初編』ではそれぞれ「以循」[3]「以還」[4]とあり、いづれも「(父子五人を誅殺して)帰還した」としている。

## 文献

### 史書
- 茅 瑞徵『東夷考畧』(漢) (明天啓1年1621) ＊燕京大學圖書館 (ハーバード燕京研究所) 蔵
- 『滿洲名臣傳』國子監 (漢) ＊昌平坂学問所
- 愛新覺羅氏弘晝, 他『八旗滿洲氏族通譜』(漢) (清乾隆9年1744) ＊燕京大學圖書館 (ハーバード燕京研究所) 蔵
  - 『Jakūn gūsai Manjusai mukūn hala be uheri ejehe bithe』(満) (清乾隆10年1745) ＊東京大学アジア研究図書館蔵
- 李 恒『國朝耆獻類徵初編』(漢) (清光緒16年1890) ＊明文書局
- 唐 邦治『清宗室四譜』(漢) (民国11年1922) ＊近代中國資料叢刊第八輯

### 論文
- 『立命館文學』619号 (2010) 増井 寛也「ギョロ＝ハラ Gioro hala 再考 - 特に外婚規制をてがかりに」